# Granboda, Föglö
Granboda är en by i Föglö kommun på Åland med 25 invånare (2023). Den ligger på ön Degerö och hörde fram till 2006 till Föglö församling, därefter till Ålands södra skärgårdsförsamling.

## Geografi
Granboda gränsar i söder mot byn Stentorpa och i väster mot byn Degerby. I öster har Granboda strand mot Näversfjärden och Degerösundet med gräns mot byn Sonboda och i norr mot Hässlöfjärden och Sandösund med gräns mot byn Nötö. Till vattnet kring byn hör några mindre holmar och skär (se lista längre ner). Till Granboda by hör också ett mindre område på norra delen av ön Näversholma. 
Byarna på Degerö har förbindelse med de östra delarna av Föglö via Degerösundsbron över Degerösundet, det sund som skiljer Degerö från Sonbodalandet, och med de västra delerna via Gollansbron över Kyrksundet, sundet som skiljer Degerö från Västersocken.

## Historia
Granboda är ursprungligen ett nybygge anlagt på Degerby- eller Stentorpabornas utmark. Om Granboda har tillkommit som en utflyttning direkt från Degerby eller från Stentorpa är inte möjligt att säga. Området som skulle bli Granboda nyttjades i alla fall helt säkert redan innan de första människorna slog sig ner där. Det förstår vi av byns namn, som är en sammansättning av orden ’gran’ och ’bod’ (i plural) och knappast kan betyda annat än ’bodarna i (vid) granskogen’. 
Granboda omtalas en gång i de medeltida källorna. I Stockholms stads tänkebok (stadens rättegångsprotokoll) den 27 juni 1498 nämns att en Jap (Jakob) Jönsson, som hade bott i Mats Martinssons gård i Stockholm, hade avlidit. En Olof pannemakare hade tydligen haft hand om arvet, men sedan överlåtit det till Japs brorson Henrik Johansson från Domarböle i Sunds socken och Jöns Persson i Granboda i Föglö socken, vilken var släkt med Japs hustru. Visserligen står det Domareby och Granby i tänkeboken, men att det är Domarböle och Granboda som avses torde det inte råda något tvivel om. Denne Jöns Persson är den första Granbodabo vi känner till namnet.

### 1500- och 1600-talet
Det dröjer sedan fyrtio år innan Granboda omtalas. I de äldsta skattelängderna för Åland, från 1537 och 1539, nämns tre bönder: Per Grelsson, Anders Ravalsson och Olof Månsson. Ägarlängderna för gårdarna under 1500-talet är svåra att säkert fastställa, bland annat därför att antalet gårdar av oklar anledning växlar i skattelängderna. Fram till 1547 är antalet tre för att därefter öka till fyra under ett tjugotal år, men återgår sedan till tre. 
Den så kallade silverskatten 1571 visar ett visst välstånd i Granboda. Skatten utgick med tio procent av värdet på de ädla metaller och kreatur som gårdarna ägde. Rikast var änkan Brita, som skulle betala 13 1/2 mark, medan grannarna Rasmus Gudmundsson och änkan Kerstin skulle erlägga 7 1/2 mark vardera, ungefär lika mycket som genomsnittsbonden på Åland. 
I början på 1580-talet blev änkan Kerstins gård öde och Granboda hade i fortsättningen två hemman, Västergård och Östergård. Ödegården kom under lång tid på 1600-talet att brukas av Västergård som fram till omkring 1640 också var socknens länsmansgård. Östergård omtalas på 1620- och 1630-talet som styrmanshemman (lotshemman). Senare delades ödegården dem mellan.
Granboda förefaller alltså haft ett visst välstånd, vilket förmodligen är förklaringen till att utvecklingen präglas av stabilitet. De svåra åren i början av 1600-talet, då så många gårdar i Föglö blev öde , har inte satt några spår i skattelängderna för Granbodas del. Det står i bjärt kontrast till de bägga andra byarna på Degerö, Stentorpa och Degerby, som båda var helt avfolkade i omrking två decennier. Stabiliteten i Granboda fortsätter det under 1600-talet. Generationsskiftena sker för det mesta under ordnade former och inom släkten. Ett undantag är när bonden Mats Klemetsson på Östergård på 1680-talet tvingas lämna sin gård på grund av stora skatteskulder.

### 1700-talet
I början av 1700-talet – under Karl XII:s krig mot Ryssland – flydde Granbodaborna liksom flertalet andra ålänningar från sina gårdar när ryssarna ockuperade landskapet sommaren 1714. I åtta år levde de som flyktingar i Sverige. Efter krigsslutet 1721 återvände båda familjerna till sina gårdar. På Östergård var bonden tillbaka redan sommaren 1722, men på Västergård dröjde det ytterligare några år. Anledningen till den sena återkomsten var förmodligen att byn var mer eller mindre förstörd efter kriget samtidigt som bonden på Östergård inte bara var ganska gammal, närmare sextio år, utan också blind samtidigt som hans barn ännu var unga. Det var sannolikt först sedan äldsta dottern Anna hade gift sig 1726 som gårdens återuppbyggnad kunde ta fart på allvar tack vare den tjugoettårige mågen Mats Tomasson, hemma från Stentorpa.
Den första kartan över Granboda upprättades 1774 av lantmätaren Adolph Robert Helleday. Av den framgår att bönderna var mångsysslare som inte bara ägnade sig åt jordbruk, boskapsskötsel, skogsbruk och fiske utan också handel samt fraktseglation. Lantmätaren fann åkern väl dikad och ansad. Bönderna odlade ortens vanliga grödor: råg, korn och något vete samt ärter och rovor. Ängen bestod mest av sandjord och gav ganska ringa avkastning. Skogen var bergbunden med gran, tall och någon lövskog som gav gårdarna timmer, gärdsel och brännved samt en del löv som vinterfoder åt kreaturen (främst kvistades björk, al och sälg åt fåren). Dessutom kunde vardera hemman årligen sälja 20 famnar bryggved. Mulbetet på utmarken var samfällt med Degerby och Stentorpa byar (vilket är ett starkt indicium, för att inte säga bevis, på byarnas gemensamma ursprung) och bestod av klevar, dalar och kärr omgivna av berg. Följaktligen, skriver lantmätaren, var mulbetet ”till kreaturens sommarföda mindre tillräckligt”. Bönderna fiskade en del utmed de egna stränderna med strandnot under sommaren och mjärdar, nät och ryssjor på vårarna, men fångsterna räckte bara till husbehov. Den handel som gårdarna ägnade sig åt gav en del inkomster. De sålde ”ett ringa kvantum ost, ved och kreatur” i Stockholm. Inkomsterna användes till att betala kronoutlagorna (skatterna) och köpa sådant som gårdarna hade behov av: spannmål, salt och saltfisk samt lin, hampa, järn, tjära och en del näver. Men inkomsterna från försäljningen räckte inte till alla utgifterna, utan bönderna ägnade sig också åt fraktseglation med egna skutor för att öka inkomsterna. Seglationen har – som lantmätaren något drastiskt uttrycker det – varit ”endaste medlet varigenom de (bönderna) härtills räddat sig från en, i anseende till utskyldernas myckenhet emot ägorna, dem hotande fattigdom och undergång”. Kort sagt: Skatten hade varit så hög att bönderna inte kunde betala skatten på annat sätt än genom att ägna sig åt fraktseglation som bisyssla.

### Granboda flygstation
En speciell epok i byn historia blev första världskriget (1914–1918) på grund av den flygstation som rysk militär byggde på byns mark, den största militära anläggningen på Åland under kriget. Därifrån utgick spaningsflygningar över norra Östersjön och Ålands hav. Byggnaderna monterades ner 1924 och såldes för återanvändning, exempelvis är brandkårshuset i Degerby byggt med virke från flygstationen. Stationens område söder om byn intill stranden vid Näversfjärden är numera klassat som fornminne (Fö 9.2). Där finns omfattande och välbevarade lämningar efter flera byggnader: två hangarer och flygbrygga samt officersbyggnad och kasern.

### Befolkningsutveckling
| Befolkningsutvecklingen i Granboda 1970–2020 | Befolkningsutvecklingen i Granboda 1970–2020 | Befolkningsutvecklingen i Granboda 1970–2020 | Befolkningsutvecklingen i Granboda 1970–2020 | Befolkningsutvecklingen i Granboda 1970–2020 |
| -------------------------------------------- | -------------------------------------------- | -------------------------------------------- | -------------------------------------------- | -------------------------------------------- |
|                                              |                                              |                                              |                                              |                                              |
| År                                           |                                              |                                              | Folkmängd                                    |                                              |
| 1970                                         | 1970                                         |                                              | 17                                           |                                              |
| 1980                                         | 1980                                         |                                              | 22                                           |                                              |
| 1990                                         | 1990                                         |                                              | 20                                           |                                              |
| 2000                                         | 2000                                         |                                              | 17                                           |                                              |
| 2010                                         | 2010                                         |                                              | 24                                           |                                              |
| 2020                                         | 2020                                         |                                              | 25                                           |                                              |
|                                              |                                              |                                              |                                              |                                              |

## Hemmanen
I äldre tid fanns tre, eventuellt fyra hemman i Granboda, men från slutet av 1500-talet har de bara varit två. I jordeböckerna ges de omkring 1730 nummer (1–2). Från 1830 är de också antecknade med namn. 
- 1, Västergård, ett skattehemman. Gården delades i början av 1800-talet mellan två bröder. Henrik Mattsson (1780–1841) tog över stomhemmanet medan yngre brodern Mats Mattsson (1785–1857) byggde en ny gård, Norrgård. Västergård har namn efter sitt läge i byn.[7]
- 2, Östergård, ursprungligen ett skattehemman, men blev i början av 1680-talet ett kronohemman på grund av de stora skatteskulder som bonden dragit på sig. Hemmanet köptes åter till skatte den 14 november 1792 av bonden Erik Johansson (1761–1797). Östergård har namn efter sitt läge i byn.[8]

## Holmar och skär
Bland de fåtaliga holmar och skär som hör till Granboda kan nämnas:
- Gumsansholmen (på kartan felaktigt: Gumsholmen) (visa på karta), har genom landhöjningen växt samman med Degerö, bebyggd med fritidshus. Holmen är mest känd som platsen där den sista avrättningen på Åland skedde 1822. På holmen fanns ett torp i början av 1800-talet, men efter avrättningen torde den ha varit obebodd. Se vidare Gumsansholmen.
- Röören (visa på karta), 3,1 hektar, största längd 280 meter, obebyggd.